# ペール・ペーター・クリスティアンソン・シュタイネック
ペール・ペーター・クリスティアンソン・シュタイネック（Per Petter Christiansson Steineck、1822年10月7日 - 没年不詳）は、スウェーデンの死刑執行人である。
1822年10月7日にマルメで生まれた。1864年から1887年まで在任して、19人の死刑囚のうち6人の死刑を執行した。彼は最後の公開処刑を執行したことで悪名高い。
1876年5月18日にKonrad Petterson Lundqvist Tectorに斧による斬首刑を公開処刑で執行したが、二度も失敗している、その時彼は酔っ払っていたのではないかと言われている。これが最後の公開処刑となった。
1887年3月29日に、Nils Peter Hagströmの斧による斬首刑を執行した。
これを最期に死刑執行人を辞職して、1887年6月に妻と共にアメリカのニューヨークへ移住した。